# Ane Azkona Fuente
Ane Azkona Fuente (Pamplona, 15 de juliol de 1998) és una futbolista navarresa.
Davantera, començà practicant el futbol sala al Gazte Berriak, un equip d'Ansoain. Més tard, practicà el futbol al Club Deportivo Ardoi i la temporada 2016-17 fitxà per l'Athletic Club de Bilbao. Debutà a la Lliga espanyola de futbol el novembre de 2016 i amb l'equip bilbaí ha aconseguit quatre Copes Euskal Herria (2016, 2017, 2018, 2021). El juny de 2020 una lesió de gravetat en el genoll dret l'apartà de la competició durant vuit mesos. Tanmateix, després de la seva recuperació, ha sigut titular indiscutible de l'equip basc. Internacional amb la selecció espanyola en categories inferiors, es proclamà campiona d'Europa sub-19 (2017). També ha sigut convocada amb la selecció absoluta l'octubre de 2022 i, per altra banda, ha disputat un partit internacional amb la selecció del País Basc l'abril de 2021.